# Kajuru
Kajuru è una città della Repubblica Federale della Nigeria appartenente allo Stato di Kaduna. 
È il capoluogo dell'omonima area a governo locale (local government area) che si estende su una superficie di 2.464 km² e conta una popolazione di 110.868 abitanti.